# Hrvatski malonogometni kup 1999./00.
Hrvatski malonogometni kup za sezonu 1999./2000. je osvojila Glama Brijeg iz Zagreba.

## Rezultati

### Osmina završnice
| klub1                     | rez            | klub2              |
| Skupina Sjever            | Skupina Sjever | Skupina Sjever     |
| ------------------------- | -------------- | ------------------ |
| Glama Brijeg Zagreb       | 10:5           | Petar RKM Zagreb   |
| Uspinjača Zagreb          | 9:6            | Osijek             |
| Orkan Zagreb              | 10:4           | Novi Marof         |
| Petrinjčica (Petrinja)    | 4:5            | Sokol Vinkovci]    |
|                           |                |                    |
| Skupina Jug               |                |                    |
| Plehan - Star Šport Split | 6:4            | Torcida Split      |
| Square Dubrovnik          | 3:0            | Porto Tolero Ploče |
| Trogir                    | 6:4            | Adriacink Split    |
| Split Ship Management     | 13:3           | Dubrovnik          |

### Četvrtzavršnica
| klub1                 | rez            | klub2                     |
| Skupina Sjever        | Skupina Sjever | Skupina Sjever            |
| --------------------- | -------------- | ------------------------- |
| Sokol Vinkovci        | 5:6, 3:8       | Glama Brijeg Zagreb       |
| Orkan Zagreb          | 1:2, 4:5       | Uspinjača Zagreb          |
|                       |                |                           |
| Skupina Jug           |                |                           |
| Split Ship Management | 2:6, 8:10      | Plehan - Star Šport Split |
| Trogir                | 3:4, 2:7       | Square Dubrovnik          |

### Završni turnir
Igran 2. i 3. lipnja 2000. godine u Zagrebu.
| klub1               | rez           | klub2                     |
| poluzavršnica       | poluzavršnica | poluzavršnica             |
| ------------------- | ------------- | ------------------------- |
| Glama Brijeg Zagreb | 6:3           | Square Dubrovnik          |
| Uspinjača Zagreb    | 3:3 (3:4 pen) | Plehan - Star Šport Split |
|                     |               |                           |
| za treće mjesto     |               |                           |
| Uspinjača Zagreb    | 6:3           | Square Dubrovnik          |
|                     |               |                           |
| za pobjednika       |               |                           |
| Glama Brijeg Zagreb | 6:2           | Plehan - Star Šport Split |

## Poveznice
- 1. HMNL 1999./2000.
- 2. HMNL 1999./2000.